# Callobius claustrarius
Callobius claustrarius är en spindelart som först beskrevs av Carl Wilhelm Hahn 1833.  
Callobius claustrarius ingår i släktet Callobius och familjen mörkerspindlar. Utöver nominatformen finns också underarten C. c. balcanicus.